# Locomotiva FS 543
La locomotiva gruppo 543 era una locomotiva a vapore con tender di costruzione austriaca per treni viaggiatori, di rodiggio 2-2-0, che le Ferrovie dello Stato italiane acquisirono dalle Imperial regie ferrovie statali austriache (kkStB) in seguito al risarcimento danni della prima guerra mondiale.

## Storia
Le locomotive derivavano in buona parte dalla ricostruzione di macchine provenienti da diverse società private che erano state nazionalizzate.
Tra macchine di ferrovie private acquisite e macchine ricostruite venne raggiunto il numero di 213 locomotive provenienti dalle fabbriche Wiener Neustädter, Floridsdorf, Krauss di Linz e StEG.
Dopo la prima guerra mondiale il gruppo di locomotive "kkStb 4" venne ripartito tra Polonia, come PKP Od13, Cecoslovacchia, come CSD 254.2, Italia come FS 543, Jugoslavia e Romania. 

Le locomotive assegnate all'Italia furono in tutto 12 e tutte di costruzione Wiener Neustädter; 10 unità immatricolate come 543.001-010, pervenute in vario modo tra 1918 e 1919 in seguito all'occupazione territoriale (preda bellica) e 2 unità, assegnate ai numeri 012 e 013 in seguito al trattato del 1923. Il numero 011 non venne utilizzato se non temporaneamente e in seguito omesso a causa di un errore di catalogazione compiuto dai servizi delle Ferrovie dello Stato italiane: tra le locomotive si trovava in più per errore una locomotiva 486 delle ferrovie rumene (CFR) che venne scambiata per una austriaca del gruppo 4 e immatricolata come FS 543.007. In seguito, per rimediare, la locomotiva venne collocata come FS 499.001 e le altre locomotive, dalla 008 alla 011, scalate di un posto divenendo rispettivamente 007-010. Il numero 011 rimase così scoperto anche in seguito all'immissione, nel 1924, delle due ulteriori unità kkStb 4.136 e 4.209 divenute FS 543.012 e 013.
Le locomotive ebbero vita brevissima perché obsolete e inadatte all'uso FS a causa del sistema frenante a vuoto. Vennero tosto demolite, le prime 10, tra 1923 e 1924 le due ultime in seguito.

## Caratteristiche
La locomotiva aveva il rodiggio 2-2-0, con ruote motrici di grande diametro, adatto ai treni viaggiatori. Raggiungeva la velocità di 80 km/h anche in virtù delle ruote di diametro elevato. Il carrello anteriore biassiale permetteva una buona inscrizione in curva. Aveva il telaio esterno e la caldaia montata piuttosto bassa che forniva vapore saturo a 11 bar. Il motore era a 2 cilindri e semplice espansione con distribuzione tipo Stephenson. La coppia motrice era applicata sul primo asse motore da una biella motrice e da questo trasmessa mediante biella di accoppiamento sul secondo asse. La frenatura era a vuoto sistema Hardy incompatibile con il materiale rotabile italiano. Al camino era applicato il vistoso parascintille a tronco di cono rovesciato tipico delle realizzazioni austriache.

## Corrispondenza locomotive ex kkStb e numerazione FS[3]
| Numero e gruppo FS | numero e gruppo KkStB | Fabbrica  | anno di fabbricazione | Demolizione o alienazione |
| ------------------ | --------------------- | --------- | --------------------- | ------------------------- |
| 543.001            | 4.13                  | Wiener N. | 1886                  | 1923                      |
| 543.002            | 4.42                  | Wiener N. | 1889                  | 1923                      |
| 543.003            | 4.51                  | Wiener N. | 1889                  | 1924                      |
| 543.004            | 4.74                  | Wiener N. | 1891                  | 1923                      |
| 543.005            | 4.76                  | Wiener N. | 1891                  | 1923                      |
| 543.006            | 4.83                  | Wiener N. | 1891                  | 1923                      |
| 543.007            | 4.163                 | Wiener N. | 1895                  | 1923                      |
| 543.008            | 4.188                 | Wiener N. | 1880                  | 1923                      |
| 543.009            | 4.189                 | Wiener N  | 1880                  | 1923                      |
| 543.010            | 4.195                 | Wiener N. | 1896                  | 1923                      |
| 543.011            | -                     | -         | -                     | Vedi testo                |
| 543.012            | 4.136                 | Wiener N. | 1892                  | ?                         |
| 543.013            | 4.209                 | Wiener N. | 1897                  | ?                         |